# Конверс (округ, Вайомінг)
Шаблон:StateAbbr_ 42°58′ пн. ш. 105°30′ зх. д. / 42.97° пн. ш. 105.5° зх. д.
 Конверс  (англ. Converse County) — округ (графство) у штаті Вайомінг. Ідентифікатор округу 56009.

## Історія
Округ утворений 1888 року.

## Демографія
За даними перепису 
2000 року 
загальне населення округу становило 12052 осіб, зокрема міського населення було 5324, а сільського — 6728.
Серед них чоловіків — 6007, а жінок — 6045. В окрузі було 4694 домогосподарства, 3410 родин, які мешкали в 5669 будинках.
Середній розмір родини становив 3,01.
Віковий розподіл населення поданий у таблиці:
| Стать    | До 15 років | 15-21 | 22-29 | 30-39 | 40-49 | 50-65 | 65-85 | Понад 85 |
| -------- | ----------- | ----- | ----- | ----- | ----- | ----- | ----- | -------- |
| Чоловіки | 1410        | 641   | 449   | 788   | 1118  | 1011  | 557   | 33       |
| Жінки    | 1310        | 592   | 511   | 827   | 1075  | 991   | 642   | 97       |

## Суміжні округи
- Кемпбелл — північ
- Вестон — північний схід
- Найобрара — схід
- Платт — південний схід
- Олбані — південь
- Карбон — південний захід
- Натрона — захід
- Джонсон — північний захід

## Виноски
1. ↑  US Decennial Census. US Census Bureau. Архів оригіналу за 26 квітня 2015. Процитовано 5 серпня 2015.
2. ↑  Historical Decennial Census Population for Wyoming Counties, Cities, and Towns. Wyoming Department of Administration & Information, Division of Economic Analysis. Архів оригіналу за 7 жовтня 2006. Процитовано 25 січня 2014.
3. ↑  State & County QuickFacts. US Census Bureau. Архів оригіналу за 30 січня 2016. Процитовано 25 січня 2014.(англ.) Наведено за англійською вікіпедією.
4. ↑  American FactFinder. Бюро перепису населення США. Архів оригіналу за 29 липня 2011. Процитовано 31 січня 2008.

| США | Це незавершена стаття з географії США. Ви можете допомогти проєкту, виправивши або дописавши її. |